# A&R
A&R, Artists & Repertoir (с англ. — «артисты и репертуар») — подразделение звукозаписывающей компании, занимающееся поиском новых исполнителей. A&R-менеджеры входят в число наиболее ключевых сотрудников звукозаписывающей компании, отвечая за связь между музыкантами и руководством лейбла.
A&R-менеджеры занимаются поиском талантливых исполнителей, с которыми лейбл может заключить контракт. Они изучают демозаписи различных музыкантов и групп, и если находят исполнителя, подходящего для целевой аудитории лейбла, то рекомендуют руководству компании подписать с ним контракт. Обычно A&R-менеджеры хорошо разбираются в музыкальной индустрии, знают вкусы слушателей, следят за последними тенденциями рынка и понимают, кто может принести звукозаписывающей компании прибыль.
Традиционно, в процессе поиска талантов A&R-менеджеры посещают концерты малоизвестных групп, получают и прослушивают записи новых исполнителей, общаются с профессиональными музыкантами. С появлением интернета доступ к информации об исполнителях существенно упростился, сократилось количество посредников между музыкантом и менеджером. Тем не менее, профессия не потеряла актуальность, так как оценка потенциала исполнителя всё ещё является важной задачей, в особенности для небольших независимых лейблов.
После подписания контракта с исполнителем A&R-менеджер контролирует запись альбома, помогает в поиске и выборе поэтов, композиторов и аранжировщиков. Он также оценивает потенциал песен, их пригодность для ротации на радиостанциях и потенциал стать хитами. От него зависит качество материала, входящего в окончательную версию альбома. И даже после выпуска альбома A&R-менеджер занимается его продвижением, отбирает песни для синглов и видеоклипов, взаимодействует с PR-организацией, отслеживает места альбома и синглов в чартах, чтобы обеспечить коммерческий успех записи.